# 馬爾斯特嫩冰原島峰
71°26′S 1°42′W / 71.433°S 1.700°W
馬爾斯特嫩冰原島峰是南極洲的冰原島峰，位於毛德皇后地的瑪塔公主海岸，處於瓦爾肯山東北面11公里，屬於阿爾曼嶺的一部分，由挪威製圖師根據測量和空中照片繪入地圖。